# Buick Model B-55
La Model B-55 è un'autovettura prodotta dalla Buick nel 1914. È stato il primo modello Buick con motore a sei cilindri. L'anno seguente venne sostituito dalla  Model C-54 e dalla Model C-55. La prima era la versione roadster, mentre la seconda era quella torpedo. Le due vetture citate, nel 1916, furono rinominate Model D-54 e Model D-55. 

## Storia

### Model B-55 (1914)
La Model B-55 era equipaggiata da un motore a sei cilindri in linea da 5.424 cm³ di cilindrata che erogava 48 CV di potenza. Il propulsore era anteriore, mentre la trazione era posteriore. Il moto alle ruote posteriori era trasmesso tramite un giunto cardanico. Il cambio era a tre rapporti. Stilisticamente, il modello assomigliava alle più piccole B-24 e B-25. La Model B-55 è stata assemblata in 2.045 esemplari. 

### Model C-54, C-55, D-54 e D-55 (1915-1916)
Alla Model B-55 successe la Model C-55. Rispetto al modello antenato, la Model C-55 presentava un corpo vettura più arrotondato. Al motore, che conservò la cilindrata, fu aumentata la potenza a 55 CV. Alla Model C-55, che era la versione torpedo, venne affiancata la roadster, a cui fu dato il nome di Model C-54. Nel 1916 le due vetture furono rinomate Model D-54 e Model D-55.
La Model C-54 / D-54 fu assemblata complessivamente in 1.546 esemplari, mentre la Model C-55 / D-55 venne prodotta in 13.315 unità. 